# Deutsche Bank-Hochhaus
Deutsche Bank-Hochhaus är ett kontorkomplex och huvudkontor för Deutsche Bank i  Frankfurt, Tyskland. Byggnaden består av två skyskrapor (Twin Towers), båda 155 meter höga, med 40 respektive 38 våningar. Byggnaden byggdes 1979–1984 efter ritningar av Walter Hanig, Heinz Scheid och Johannes Schmidt. Huset står vid Taunusanlage och byggdes från början för den amerikanska hotellkedjan Hyatt. 2007–2010 genomfördes en omfattande renovering. Mario Bellini stod för den nya interiören.